# Nimco Ali
Nimco Ali (em somali:  Nimco Cali, alternativamente escrito Nimko, nascida c. 1982) é uma ativista social britânica de herança somali. Ela é co-fundadora e CEO da The Five Foundation, uma parceria global para acabar com a mutilação genital feminina (MGF).
Ali sofreu mutilação genital feminina em Djibuti e, mais tarde, formou a organização Filhas de Eva com Leyla Hussein para fazer campanha contra a MGF. Ela lançou seu primeiro livro em 2019, que contém 42 histórias de 152 entrevistas que Nimko Ali coletou de mulheres em 14 países. Mais tarde naquele ano, ela co-fundou a The Five Foundation com Brendan Wynne e, em 2020, co-fundou o Ginsburg Women's Health Board, com Mika Simmons.
Ela disputou uma vaga nas eleições gerais de 2017, sob o Partido da Igualdade das Mulheres. Em 2019, ela apoiou Boris Johnson, endossou o Partido Conservador e fez campanha para candidatos conservadores. Ela foi nomeada Assessora Independente do Governo para o Combate à Violência contra Mulheres e Meninas em 2020, cargo que terminou em 2022.

## Vida pregressa
Nimko Ali nasceu em dezembro de 1982 na Somalilândia, país africano ainda não-reconhecido internacionalmente. Quando ela tinha quatro anos, sua família mudou-se para Manchester, na Inglaterra, depois se mudou para Cardiff, no País de Gales. Ela tem quatro irmãos e um deles, Mohamed, é presidente dos conservadores somalis. Aos sete anos, Nimko Ali foi submetida a mutilação genital feminina (MGF), em Djibuti, durante as férias com sua família. Mais tarde, ela sofreu complicações de saúde e teve que passar por uma cirurgia reconstrutiva. A experiência e o encontro com outras mulheres que foram incisadas mais tarde a inspiraram a ajudar meninas em risco e a pedir a erradicação da prática. Nimko Ali estudou Direito na Universidade de Bristol, no Reino Unido.

## Carreira
Em 2010, Nimko Ali e Leyla Hussein fundaram o Filhas de Eva. A organização sem fins lucrativos foi criada para ajudar mulheres e meninas, com foco em fornecer educação e aumentar a conscientização sobre a mutilação genital feminina.
Nimko Ali cofundou a The Five Foundation, "The Global Partnership to End FGM", com Brendan Wynne em 2019. Esta organização sem fins lucrativos trabalha para colocar a questão da MGF na agenda internacional e alavancar fundos para organizações de base que trabalham para acabar com a MGF. Nimko Ali trabalhou anteriormente como funcionária pública. Ela também atuou como ativista dos direitos das mulheres e consultora de treinamento independente por vários anos. Além disso, Nimko Ali atuou como coordenadora de rede para The Girl Generation. Ela também escreveu extensivamente sobre os direitos nacionais de gênero.
Seu livro What We’re Told Not to Talk About (But We’re Going to Anyway): Women’s Voices from East London to Ethiopia foi publicado pela Penguin Books, em junho de 2019. Inclui histórias de mulheres que estão compartilhando experiências que sempre disseram que deveriam ser "secretas e vergonhosas", bem como a própria história de Nimko Ali sobre viver com MGF. O livro contém 42 histórias de 152 entrevistas que Nimko Ali realizou com mulheres em 14 países. No The Times, Hannah Betts descreveu o livro como "um relato transcultural convincente da vida vaginal". Isobel Shirlaw disse para o Jornal i que era um livro importante e que "o coro de vozes femininas que fornecem uma visão global multidimensional dessas questões ocultas é poderoso". A crítica do The Guardian de Arifa Akbar elogiou o livro como "uma rica coleção de histórias íntimas e sem censura" e escreveu que Nimko Ali "entrega a fisicalidade das experiências das mulheres com todo o vazamento, sujeira fecal e sangrenta do corpo exposto", embora observando que "falta uma reflexão mais profunda" e criticando a omissão de cobertura de quem não fosse heterossexual e cisgênero. Nimko Ali disse a um entrevistador do The Guardian que:

"Desde os sete anos de idade, quando comecei a falar sobre minha vagina depois da MGF, me disseram que eu deveria ter vergonha. Mas eu não estaria falando sobre essas coisas se a MGF não tivesse acontecido comigo. Essa é uma maneira de tentar me quebrar e me manter em silêncio, mas isso me tornou a pessoa mais barulhenta da sala."
Em 2020, Nimko Ali e Mika Simmons fundaram o Ginsburg Women's Health Board, para fazer campanha por um sistema de saúde mais eficaz e equitativo para mulheres do Serviço Nacional de Saúde. A organização recebeu o nome de Ruth Bader Ginsburg.
A secretária do Interior do Reino Unido, Priti Patel, nomeou Nimko Ali como consultor independente do governo para combater a violência contra mulheres e meninas, em outubro de 2020. Nimko Ali foi uma nomeação direta para a função, que, como é comum em tais funções, não foi anunciada. A função envolve a formulação de uma estratégia para reduzir a violência contra mulheres e meninas, com recomendações esperadas para 2021. O relatório, com prefácio de Priti Patel e de Nimko Ali, foi publicado em julho de 2021. Nimko Ali expressou sua esperança de que a estratégia seja uma base para melhorar a segurança de mulheres e meninas por meio da educação e da legislação, mas seria necessária uma mudança em "todo o sistema" para reduzir a violência. Em dezembro de 2022, Nimko Ali disse que não queria trabalhar sob comando da nova secretária conservadora do Interior, Suella Braverman, e estava em um "planeta completamente diferente" de Braverman sobre os direitos das mulheres e minorias étnicas.

## Atividade política
Nas eleições gerais de 2017, Nimko Ali disputou a cadeira de Hornsey e Wood Green, no norte de Londres, pelo Partido da Igualdade das Mulheres. Nimko Ali obteve 551 votos (0,9% do total) e terminou em 5º lugar entre os 8 candidatos que concorreram à eleição. Durante a campanha, os funcionários da campanha de Nimko Ali receberam dezenas de telefonemas abusivos e agressivos, e Nimko Ali recebeu uma ameaça de morte.
Nimko Ali é amiga de Carrie Johnson, esposa de Boris Johnson, ex-primeiro-ministro do Reino Unido, e madrinha do filho deles, Wilfred. Ela endossou Johnson, a quem se referiu como uma "verdadeira feminista", nas eleições para a liderança conservadora de 2019. Durante as eleições gerais de 2019, Nimko Ali fez campanha em nome dos conservadores.

## Honras e prêmios
2014 - Prêmio de comunidade/caridade, juntamente com Leyla Hussein, no prêmio de Mulher do Ano da Red Magazine, por seu trabalho com Filhas de Eva.
2014 - Nimko Ali e Leyla Hussein também ficaram em sexto lugar na lista Woman's Hour Power.
2018 - Nomeada uma das 100 mulheres da BBC.
2019 - No Dia Internacional da Mulher de 2019, foi anunciado que o Prêmio Internacional dos Direitos da Mulher de Genebra seria concedido a ela por sua "abordagem para acabar com a MGF, oferecendo apoio holístico aos sobreviventes da prática".
2019 - Nomeada oficial da Ordem do Império Britânico (OBE) nas honras de aniversário de 2019 por seus serviços no combate à mutilação genital feminina e à desigualdade de gênero.